# Нееміскюла
Не́еміскюла (ест. Neemisküla) — село в Естонії, у волості Елва повіту Тартумаа.

## Населення
Чисельність населення на 31 грудня 2011 року становила 74 особи.

## Географія
Через населений пункт проходить автошлях 47 (Санґла — Ринґу).
На захід від села лежить озеро Виртс'ярв, найбільше внутрішнє озеро Естонії.

## Історія
До 24 жовтня 2017 року село входило до складу волості Ранну.

## Пам'ятки

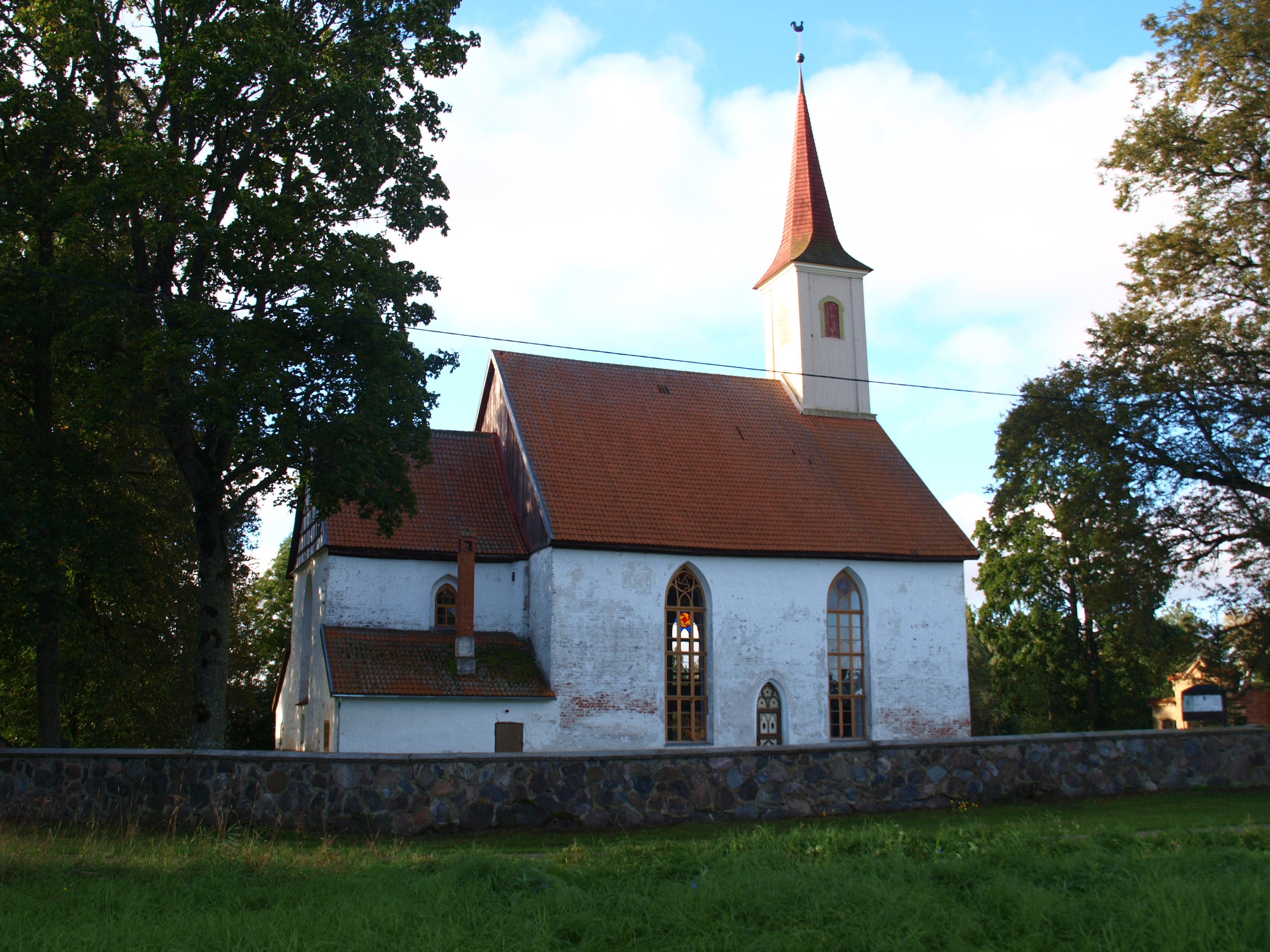
Кірха святого Мартіна

- Євангелічно-лютеранська кірха святого Мартіна (Rannu Püha Martini kirik), пам'ятка архітектури 15-го ст.[2]